# スカーゲン・デンマーク
スカーゲン・デンマーク（Skagen Denmark ）は、アメリカ合衆国のフォッシル・グループ傘下の時計やジュエリーなどのブランド。
ヘンリックとシャーロットの夫妻が1991年より使用したブランドであり、当初はスカーゲン・デザインによって使用されていた。スカーゲン・デザインは1989年に設立され、2012年4月2日にフォッシル・グループにより買収された。
ブランド名のスカーゲンは、ユトランド半島最北端に位置する町、スカーゲンに由来する。